# Aunat
Aunat – miejscowość i gmina we Francji, w regionie Oksytania, w departamencie Aude. Przez gminę przepływa rzeka Aude. W 2013 roku jej populacja wynosiła 48 mieszkańców. 